# فيكتورينو ماركيز بوستيلوس
فيكتورينو ماركيز بوستيلوس (بالإسبانية: Victorino Márquez Bustillos) (و. 1858 – 1941 م) هو سياسي، ومحام من فنزويلا .